# Meirav Dori
Meirav Dori (in ebraico מירב דורי‎?; Safad, 25 maggio 1986) è un'ex cestista israeliana.
Alta 178 cm, giocava come ala.
È la figlia di Giora Dori, anch'egli cestista.

## Carriera
Con Israele ha disputato tre edizioni dei Campionati europei (2007, 2009, 2011).